# 第59屆金馬獎
第59屆金馬獎，是2022年華語電影業界的年度盛事之一，表揚年度傑出華語電影作品與電影工作者。
本屆金馬獎最佳劇情短片、最佳紀錄短片及最佳動畫短片競賽報名日期為2022年6月1日至6月30日；最佳劇情長片、最佳紀錄片及最佳動畫長片競賽報名日期則為2022年7月1日至8月1日。入圍名單預訂於同年9月27日公布，並於11月19日金馬獎頒獎典禮揭曉得獎名單。這也是金馬執委會主席李屏賓就任後所舉辦的首屆金馬獎。

## 播出時間

### 電視直播
| 频道                | 所在地         | 播出日期       | 播出時間                                            |
| ------------------- | -------------- | -------------- | --------------------------------------------------- |
| 台视主频 台視綜合台 | 臺灣           | 2022年11月19日 | 17:30 - 19:00（星光大道） 19:00 - 23:30（颁奖典礼） |
| HUB都会台           | 新加坡         | 2022年11月19日 | 17:30 - 19:00（星光大道） 19:00 - 23:30（颁奖典礼） |
| Astro频道338        | 马来西亚 ·     | 2022年11月19日 | 17:30 - 19:00（星光大道） 19:00 - 23:30（颁奖典礼） |
| 中天電視海外頻道    | 美国           | 2022年11月19日 | 17:30 - 19:00（星光大道） 19:00 - 23:30（颁奖典礼） |
| KTSF                | 美国（舊金山） | 2022年11月19日 | 17:30 - 19:00（星光大道） 19:00 - 23:30（颁奖典礼） |

### 網路平台
| 频道          | 所在地                               | 播出日期       | 播出時間                                            |
| ------------- | ------------------------------------ | -------------- | --------------------------------------------------- |
| MyVideo       | 臺灣                                 | 2022年11月19日 | 17:30 - 19:00（星光大道） 19:00 - 23:30（颁奖典礼） |
| 金马奖YouTube | 臺灣、新加坡、馬來西亞、汶萊以外地區 | 2022年11月19日 | 17:30 - 19:00（星光大道） 19:00 - 23:30（颁奖典礼） |

## 舉辦過程

### 日程
- 獎項報名日期：2022年6月1日至6月30日(劇情短片、紀錄短片及動畫短片類)、2022年7月1日至8月1日（劇情片、紀錄片及動畫長片類）
- 公布入圍名單：2022年9月27日
- 金馬電影學院：2022年10月21日至11月19日
- 金馬國際影展：2022年11月02日至11月20日
- 金馬創投會議：2022年11月15日至11月17日
- 入圍酒會：2022年11月18日
- 頒獎典禮：2022年11月19日

### 人物（地點）

#### 主席與導師
- 金馬影展執委會主席：李屏賓
- 金馬獎評審團主席：許鞍華
- 金馬電影學院院長：廖慶松
- 金馬電影學院導師：廖慶松

#### 主持與旁白串場
- 入圍名單公布記者會主持人：楊千霈、吳念軒
- 入圍名單公布記者會公布人：王渝萱、曾敬驊
- 入圍名單公布記者會「年度台灣傑出電影工作者」得主揭曉人：聞天祥
- 典禮節目總監：陳鎮川
- 星光大道主持人：楊千霈、吳念軒
- 頒獎典禮主持人：謝盈萱
- 頒獎典禮司儀：賈培德
- 頒獎典禮入圍影片旁白：莫子儀
- 遞獎大使：黃雋智、黃稚玲、黃珮琪
- 頒獎地點：臺北市國立國父紀念館

#### 影像剪輯與編製
- 「金馬59」主視覺：劉耕名+Bito+陳新發 -「凝視痕跡：如何和變動與未知共存」
- 頒獎典禮預告影片：許承傑
- 頒獎典禮入圍影片集錦：林雍益

## 評選過程

### 初選過程
第59屆金馬獎初選結果19日出爐，國片賣座冠軍《咒》柯震東主演的《初戀慢半拍》，張鈞甯、阮經天主演的《查無此心》都有通過初選，有望問鼎金馬。周興哲首度主演的電影《我吃了那男孩一整年的早餐》同樣通過初選，周興哲還為該片演唱主題曲，有望問鼎最佳新人、最佳原創電影歌曲等獎項。張孝全今年在《罪後真相》、《童話・世界》分別挑戰演出新聞名嘴、律師，有突破形象的演出。張鈞甯首度擔任監製並主演的懸疑電影《查無此心》，找來好友阮經天共同主演。其他電影還有《流麻溝十五號》、《哈勇家》、《夢遊樂園》以及紀錄片《大俠胡金銓》等。
在影帝部分，黃秋生是金馬男配角三座紀錄保持人，在《白日青春》扮演計程車司機，從外型到演技上都充滿說服力，擁有非常精湛的演出。而影帝遺珠部份，包括《哈勇家》洪金輝、《芽籠》李國煌、《黑的教育》蔡凡熙、《查無此心》阮經天都有被討論。影后方面，劉雅瑟在《智齒》中，無論心理、生理都非常痛；《咒》蔡亘晏把恐怖片演的非常感人。張艾嘉此次以《燈火闌珊》入圍影后，從七零年代開始，每個世代沒有中斷過入圍影后，張艾嘉在該片中飾演丈夫過世後，保持霓虹燈飾產業的女性，幾乎是撐起了整部電影。女主角最大遺珠是《流水落花》鄭秀文，在片中演失去小孩的組成寄養家庭的女性，另外《過時・過節》毛舜筠、《小藍》王渝萱、《童話・世界》江宜蓉、《我吃了那男孩一整年的早餐》李沐都有被討論到。
男配角的最大遺珠是《黑的教育》和《我吃了那男孩一整年的早餐》宋柏緯，落选的原因是票数沒有集中；另外《查無此心》陳為民、《查無此心》薛仕凌也都有被討論，兩人落选的原因是戲份太少，但是兩人的表現都非常出色。女配角的最大遺珠是《查無此心》Sajee Apiwong，另外《童話・世界》尹馨、《初戀慢半拍》于子育、《小蓝》许乃涵、《窄路微尘》区嘉雯、《智齿》廖子妤都有被评审討論。
新導演競爭非常激烈。柯震東以《黑的教育》入圍新導演，評審認為柯震東在影像節奏的掌握，以及演員表演上的調度，完全沒有青澀。其他被评审讨论过的，像是《小藍》李怡芳、《罪後真相》陳奕甫、《燈火闌珊》曾憲寧、《流水落花》賈勝楓、《童話・世界》唐福睿、《過時・過節》曾慶宏等新銳導演，皆成為遺珠之憾。
金馬執委會執行長聞天祥在典禮後接受媒體訪問，表示今年是討論最快的一年，僅花5.5小時就討論出結果，另外，今年的得獎作品有4組得獎者全票通過，另外有7組獎項僅一票之差。

### 決選過程
聞天祥指出，全票通過（17票）的有男主角（《白日青春》黃秋生）、新演員（胡智強）、攝影（智齒）與改編劇本獎（智齒）。
僅差1票（9比8）的獎項也不少，包括最佳紀錄短片《當我望向你的時候》和《庭中有奇樹》、最佳紀錄長片《九槍》和《塵默呼吸》、最佳導演陳潔瑤和鄭保瑞、最佳女主角張艾嘉和劉雅瑟、最佳女配角林詹珍妹和楊麗音、最佳動作設計《我心我行》許芳宜和《智齒》黃偉亮、最佳劇情片《一家子兒咕咕叫》和《智齒》。聞天祥強調，今年死亡之組為紀錄長片，各部水準極高，花了50分鐘反覆討論。
他也指出影帝部分，黃秋生雖全票通過，但張孝全在《罪後真相》中，有不同以往的表演，是近期最成熟的演出。而黃秋生在《白日青春》中，在初期表演比較沒力，但分析後又覺得太厲害，他在身體上是有狀況，這不是在電影上凸顯，與童星林諾的互動像罪惡感補償，又是死之將至的反應，收得更有力道。另外，評審認為，游安順和林家棟往死裡演，張孝全則有再被提出來，認為他這次在鬆緊之間的掌握很亮眼，不過最後所有評審都覺得黃秋生看似沒有表演的表演很厲害；男配角部分大家都有票數，李淳、胡智強、鄭東煥、高英軒都有討論，但朱軒洋在一開始就領先，只是沒過半，票數分散。評審認為朱軒洋的表演是帶領電影進入黑暗的關鍵，柯震東刻意安排轉折，後段角色氣場變弱，朱軒洋也展現讓人具說服力的弱，展現層次分明的表演。
影后部分，張艾嘉一票贏劉雅瑟，張艾嘉在詮釋不同時間點的變化，在同空間的時間性，已經把整個角色吃進去了，《燈火闌珊》其實相對來說對演員較不友善，但張艾嘉就是整部電影最有魅力的存在；女配角部分，楊麗音獲得非常高的推崇，她可以表演出不同的哭戲，利用沉默表達心死。林詹珍妹在表演上如果是按照劇本，表演超級到位；如果不按劇本，那也是渾然天成是電影裡的定心丸，最後9票對8票獲獎。
最佳新導演部分，最後是在柯震東、孔慶輝和劉國瑞之間做選擇，評審們非常欣賞柯震東，也指出三位年輕演員截然不同，但柯震東將其結合一體，加上後面幾次反轉，是一個導演執導實力的展現。《海鷗來過的房間》導演孔慶輝在有限空間裡帶觀眾在主客觀交錯時間，很有膽識。劉國瑞在劇本上很突出，架構完整性關照到全面度都能看出來，處理演員上不遜於另外兩部片，另外在有限預算下，必要動作場面及調度大量夜戲，以及極少時間呈現角色的抉擇和變化做得很成熟，所以最後此獎項由劉國瑞勝出。
原創電影歌曲獎由周興哲的〈想知道你在想什麼〉拿下，評審認為，另外三首歌曲都擺在片尾，周興哲歌曲相較之下完全不一樣，除了動聽之外，在片中的位置也很重要，〈想知道你在想什麼〉擺在影片最高潮，從回憶突然被想通的那種背景，再到平交道戲也多了另一種運用，比獨白有更大的效果，最後評審是看歌曲與電影結合的效果，將獎項頒給〈想知道你在想什麼〉。
最佳導演獎項同樣競爭激烈，評審們在《哈勇家》、《智齒》、《一家子兒咕咕叫》3部作品上熱烈討論，最終評審們認為《哈勇家》在資源有限狀況下能有準確觀察力，在情感上呈現十分自然，從選角到演員的調度上都能看到導演真正的實力，最終陳潔瑤成為第五位榮獲金馬獎「最佳導演」的女性導演，同時也是第一位，榮獲該獎項的台灣女導演。
最後，劇情長片則在《哈勇家》、《智齒》及《一家子兒咕咕叫》之間作討論，最後集中在《智齒》跟《一家子兒咕咕叫》，評審們認為《智齒》和《咒》突破類型，《白日青春》議題手法成熟展現，《哈勇家》則在人文風格別具特色。不過《一家子兒咕咕叫》在角色創造很不一般，不提供氾濫正能量，直批到底，不討好、不討巧，同時加上人與自然連結，呈現反差、對比、隱喻，在創作上的創意和企圖心，以寫實為基礎加上魔幻力量，對價值做出大膽的反省，因而勝出。

## 入圍暨得獎名單
下列之標記為該獎項之得獎者。

## 提名及得獎

### 多項提名
下列17部影片獲得多項提名。
| 數量           | 電影名稱                                         | 提名獎項 |
| -------------- | ------------------------------------------------ | --- |
| 14             | 《智齒》                                         | 最佳劇情片、最佳導演、最佳男主角、最佳女主角、最佳男配角、最佳改編劇本、最佳攝影、最佳視覺效果、最佳美術設計、最佳造型設計、最佳動作設計、最佳原創電影音樂、最佳剪輯、最佳音效 |
| 13             | 《咒》                                           | 最佳劇情片、最佳導演、最佳女主角、最佳男配角、最佳新演員、最佳原著劇本、最佳攝影、最佳視覺效果、最佳美術設計、最佳造型設計、最佳原創電影音樂、最佳剪輯、最佳音效               |
| 13             | 《一家子兒咕咕叫》                               | 最佳劇情片、最佳導演、最佳男主角、最佳男配角、最佳女配角(2名)、最佳新演員、最佳原著劇本、最佳美術設計、最佳造型設計、最佳原創電影音樂、最佳剪輯、最佳音效                      |
| 6              | 《哈勇家》                                       | 最佳劇情片、最佳導演、最佳女配角、最佳新演員、最佳原著劇本、最佳原創電影歌曲                                                                                                   |
| 6              | 《白日青春》                                     | 最佳劇情片、最佳男主角、最佳新導演、最佳新演員、最佳原著劇本、最佳攝影 |
| 5              | 《查無此心》                                     | 最佳新導演、最佳美術設計、最佳造型設計、最佳動作設計、最佳音效 |
| 4              |                                                  | |
| 《黑的教育》   | 最佳新導演、最佳男配角、最佳視覺效果、最佳剪輯   | |
| 《花路阿朱媽》 | 最佳女主角、最佳新導演、最佳男配角、最佳原著劇本 | |
| 3              | 《我吃了那男孩一整年的早餐》                     | 最佳新演員、最佳改編劇本、最佳原創電影歌曲 |
| 3              | 《素還真》                                       | 最佳美術設計、最佳造型設計、最佳動作設計 |
| 3              | 《我心我行》                                     | 最佳攝影、最佳動作設計、最佳原創電影音樂 |
| 3              | 《海鷗來過的房間》                               | 最佳新導演、最佳攝影、最佳音效 |
| 3              | 《窄路微塵》                                     | 最佳男主角、最佳女主角、最佳原創電影音樂 |
| 2              | 《神人之家》                                     | 最佳紀錄片、最佳剪輯 |
| 2              | 《九槍》                                         | 最佳紀錄片、最佳原創電影歌曲 |
| 2              | 《罪後真相》                                     | 最佳男主角、最佳女配角 |
| 2              | 《燈火闌珊》                                     | 最佳女主角、最佳視覺效果 |

### 單項提名
下列22部影片獲得單項提名。
| 提名數量 | 電影名稱               | 提名獎項         |
| -------- | ---------------------- | ---------------- |
| 1        | 《塵默呼吸》           | 最佳紀錄片       |
| 1        | 《大俠胡金銓》         | 最佳紀錄片       |
| 1        | 《憂鬱之島》           | 最佳紀錄片       |
| 1        | 《夏日天空的那匹紅馬》 | 最佳導演         |
| 1        | 《緣路山旮旯》         | 最佳女配角       |
| 1        | 《芽籠》               | 最佳動作設計     |
| 1        | 《流麻溝十五號》       | 最佳原創電影歌曲 |
| 1        | 《春分》               | 最佳動畫短片     |
| 1        | 《大橋遺犬》           | 最佳動畫短片     |
| 1        | 《島影》               | 最佳動畫短片     |
| 1        | 《熱帶複眼》           | 最佳動畫短片     |
| 1        | 《魍神之夜》           | 最佳動畫短片     |
| 1        | 《當我望向你的時候》   | 最佳紀錄短片     |
| 1        | 《打光》               | 最佳紀錄短片     |
| 1        | 《一邊星星 一邊海浪》  | 最佳紀錄短片     |
| 1        | 《庭中有奇樹》         | 最佳紀錄短片     |
| 1        | 《黑牆》               | 最佳紀錄短片     |
| 1        | 《看海》               | 最佳劇情短片     |
| 1        | 《講話沒有在聽》       | 最佳劇情短片     |
| 1        | 《大日子》             | 最佳劇情短片     |
| 1        | 《話語》               | 最佳劇情短片     |
| 1        | 《有羽毛的東西》       | 最佳劇情短片     |

### 得獎統計
本屆獎項當中，總計10部台灣電影獲得13座獎項，4部香港電影獲得9座獎項，1部中國大陆電影獲得1座獎項。
| 得獎數量 | 電影產地 | 電影名稱                     | 得獎獎項                                           |
| -------- | -------- | ---------------------------- | -------------------------------------------------- |
| 4        | 香港     | 《智齒》                     | 最佳改編劇本、最佳攝影、最佳視覺效果、最佳美術設計 |
| 3        | 香港     | 《白日青春》                 | 最佳男主角、最佳新導演、最佳原著劇本               |
| 2        | 臺灣     | 《一家子兒咕咕叫》           | 最佳劇情片、最佳新演員                             |
| 2        | 臺灣     | 《咒》                       | 最佳剪輯、最佳音效                                 |
| 2        | 臺灣     | 《哈勇家》                   | 最佳導演、最佳女配角                               |
| 1        | 臺灣     | 《黑的教育》                 | 最佳男配角                                         |
| 1        | 香港     | 《窄路微塵》                 | 最佳原創電影音樂                                   |
| 1        | 臺灣     | 《我吃了那男孩一整年的早餐》 | 最佳原創電影歌曲                                   |
| 1        | 臺灣     | 《我心我行》                 | 最佳動作設計                                       |
| 1        | 臺灣     | 《素還真》                   | 最佳造型設計                                       |
| 1        | 香港     | 《燈火闌珊》                 | 最佳女主角                                         |
| 1        | 臺灣     | 《九槍》                     | 最佳紀錄片                                         |
| 1        | 臺灣     | 《講話沒有在聽》             | 最佳劇情短片                                       |
| 1        | 中国大陆 | 《當我望向你的時候》         | 最佳紀錄短片                                       |
| 1        | 臺灣     | 《熱帶複眼》                 | 最佳動畫短片                                       |

## 評審名單
金馬獎評審作業分為初選、複選、決選三階段進行。

### 初選評審委員
| 評選類別   | 委員   | 身分                                           |
| ---------- | ------ | ---------------------------------------------- |
| 劇情短片類 | 楊智麟 | 導演、編劇                                     |
| 劇情短片類 | 陳小娟 | 導演、編劇                                     |
| 劇情短片類 | 許承傑 | 導演、編劇                                     |
| 劇情短片類 | 張三玲 | 國際銷售、影展經紀人                           |
| 劇情短片類 | 林士肯 | 監製、製片                                     |
| 劇情短片類 | 李宜珊 | 導演、編劇、剪輯，第54屆金馬獎最佳劇情短片得主 |
| 動畫類     | 謝春未 | 動畫監製                                       |
| 動畫類     | 張晏榕 | 動畫師、學者、策展人                           |
| 動畫類     | 邱禹鳳 | 獨立動畫導演                                   |
| 紀錄類     | 許哲嘉 | 紀錄片導演                                     |
| 紀錄類     | 吳郁瑩 | 紀錄片導演、剪輯                               |
| 紀錄類     | 王婉柔 | 紀錄片導演                                     |
| 紀錄類     | 王亞維 | 學者、紀錄片導演、製作人                       |
| 紀錄類     | 黃惠偵 | 紀錄片導演、監製                               |
| 劇情片類   | 樓一安 | 編劇、導演                                     |
| 劇情片類   | 劉宛玲 | 製片人                                         |
| 劇情片類   | 吳洛纓 | 資深編劇                                       |
| 劇情片類   | 蔡宗翰 | 編劇、導演                                     |
| 劇情片類   | 張耀升 | 編劇、導演、作家                               |

### 複選及決選評審委員
| 委員   | 身分                                                                             | 複選委員 | 決選委員 |
| ------ | -------------------------------------------------------------------------------- | -------- | -------- |
| 黎允文 | 作曲家                                                                           |          |          |
| 蔡宗翰 | 編劇、導演                                                                       |          |          |
| 蔡珮玲 | 美術指導，第56屆金馬獎最佳造型設計得主                                           |          |          |
| 劉梓潔 | 編劇、作家，第47屆金馬獎最佳改編劇本得主                                         |          |          |
| 黃惠偵 | 紀錄片導演、監製，入圍第53屆金馬獎最佳紀錄片                                     |          |          |
| 梁展綸 | 電影剪接師，第56屆金馬獎最佳剪輯獎得主                                           |          |          |
| 張耀升 | 編劇、導演、作家，入圍第56屆、第57屆、第58屆金馬獎最佳原著劇本，並於第58屆獲獎。 |          |          |
| 張榮吉 | 導演，第43屆金馬獎最佳紀錄片、第49屆金馬獎最佳新導演得主                         |          |          |
| 張世宏 | 資深電影美術總監                                                                 |          |          |
| 邱立偉 | 動畫導演                                                                         |          |          |
| 周以文 | 攝影指導                                                                         |          |          |
| 葉如芬 | 資深電影監製，榮獲第50屆金馬獎年度台灣傑出電影工作者                             |          |          |
| 程偉豪 | 導演，第52屆金馬獎最佳創作短片得主                                               |          |          |
| 張震   | 演員，第58屆金馬獎最佳男主角得主                                                 |          |          |
| 桂綸鎂 | 演員，第49屆金馬獎最佳女主角得主                                                 |          |          |
| 余靜萍 | 攝影指導                                                                         |          |          |
| 許鞍華 | 導演、編劇、監製，本屆金馬獎評審團主席                                           |          |          |

## 追思逝世影人
以下是追思影人的名單：
- 常楓——演員
- 胡台麗——紀錄片導演、學者
- 陳銘澤——現場特效指導、爆破指導
- 舒宗浩——編劇、演員、學者
- 顧寶明——演員
- 羅啟銳——導演、編劇、監製
- 莊岳——導演、副導演
- 張麗娜——演員
- 陳文敏——導演、編劇、戲院經營
- 林富美——片場管理
- 曾仲影——配樂、導演
- 區紹熙——影評人、編劇、演員
- 徐忠信——武術指導、演員
- 梁治強——導演、編劇
- 廖祥雄——導演、編劇、監製
- ——動畫導演
- 洪偉珠—— 發行
- 寶田明——演員
- 姜受延——演員
- ——演員
- 梁雄——演員
- 唐川——演員
- 洪流——演員
- 曾江——演員、導演
- 盧雄——演員、配音
- 劉藍溪——演員、歌手
- 楊秀卿——說唱藝術家
- 文夏——演員、編劇、歌手
- 杜少明——演員、副導演
- 明金成——導演、演員
- 徐銘志——演員
- 蔡頭——演員
- 郭明正——族語顧問
- 馬飛 Matthew Wakai——攝影
- 黃柏雄—— 攝影
- 翁靖廷—— 導演
- 楊智深—— 編劇
- 楊丕國—— 場務
- 陸樹銘——演員
- 曾凱君——製片、監製
- 王暐翔—— 收音
- 徐柄垣—— 刻偶師
- 黃文擇——配音
- 靜婷——歌手、幕後代唱
- 馬之秦——演員
- 脱線—— 演員
- 巴戈——演員、主持
- 沈威——演員、導演
- 楊群——演員、導演、監製
- 王羽——演員、導演、編劇、監製
- 楚原——導演、編劇、演員
- 倪匡——編劇、作家、演員
- 張志勇——導演
- 朱科豐——動作指導
- 陳子福——電影海報繪師
- 劉引商——演員
- 陳松勇——演員

## 典禮流程

### 頒獎嘉賓與獎項順序
(正確名單與順序以典禮為準)
| 頒獎人/引言人        | 頒發獎項/引言介紹電影         |
| -------------------- | ----------------------------- |
| 陳柏霖、柯震東       | 最佳原著劇本                  |
| 陳柏霖、柯震東       | 最佳改編劇本                  |
| 許光漢、王淨         | 最佳新演員                    |
| 許光漢、王淨         | 最佳視覺效果                  |
| 引言：謝盈萱         | 《智齒》                      |
| 游安順、楊麗音       | 最佳紀錄片                    |
| 游安順、楊麗音       | 最佳紀錄短片                  |
| 黃信堯               | 終身成就獎-張照堂             |
| 引言：謝盈萱、張祖鈞 | 《哈勇家》                    |
| 李淳、宋芸樺         | 最佳美術設計                  |
| 李淳、宋芸樺         | 最佳造型設計                  |
| 張艾嘉               | 最佳女配角                    |
| 張艾嘉               | 最佳攝影                      |
| 引言：謝盈萱         | 《一家子兒咕咕叫》            |
| 梁修身               | 終身成就獎-賴成英             |
| 黃秋生               | 最佳男配角                    |
| 黃秋生               | 最佳音效                      |
| 趙德胤               | 年度台灣傑出電影工作者-陳銘澤 |
| 張孝全、陳昊森       | 最佳動作設計                  |
| 張孝全、陳昊森       | 最佳剪輯                      |
| 王渝萱、劉冠廷       | 最佳劇情短片                  |
| 王渝萱、劉冠廷       | 最佳動畫短片                  |
| 陳珊妮               | 最佳原創電影音樂              |
| 陳珊妮               | 最佳原創電影歌曲              |
| 引言：謝盈萱         | 《白日青春》                  |
| 是枝裕和、桂綸鎂     | 最佳新導演                    |
| 引言：謝盈萱         | 《咒》                        |
| 羅卓瑤               | 最佳導演                      |
| 黑木瞳、張震         | 最佳女主角                    |
| 賈靜雯               | 最佳男主角                    |
| 許鞍華、李屏賓       | 最佳劇情長片                  |

### 典禮表演節目
| 表演者(引言人) | 表演(影片)名稱           | 表演(影片)內容                                                      |
| -------------- | ------------------------ | ------------------------------------------------------------------- |
| 李屏賓         | 主席宣布典禮開幕         |                                                                     |
| 謝盈萱         | 歡迎來到金馬獎           | 陳奕迅〈謝謝儂〉                                                    |
| 影片           | 第59屆金馬獎入圍影片集錦 | 第59屆金馬獎入圍影片                                                |
| A-Lin          | 一起唱歌吧               | 舒米恩〈不要放棄〉 A-Lin〈ROMADIW 一起來唱歌〉                      |
| 李玖哲         | In Memoriam              | 惠妮休斯頓〈I Will Always Love You〉 李玖哲〈Will You Remember Me〉 |
| 林亭莉         | 原創電影歌曲             | 林亭莉〈烤火的房〉《哈勇家》                                        |
| 賴學靜、林義偉 | 原創電影歌曲             | 賴學靜〈為了妳〉《九槍》                                            |
| 曹雅雯         | 原創電影歌曲             | 曹雅雯〈永遠的所在〉《流麻溝十五號》                                |
| 周興哲         | 原創電影歌曲             | 周興哲〈想知道你在想什麼〉《我吃了那男孩一整年的早餐》              |

## 收視率
- 頒獎典禮：全體平均收視為3.09，有效平均收視為2.59，總收視人口2,623,000。
- 星光大道：全體平均收視1.18，有效平均收視0.74，總收視人口893,000。
- 網路點閱率：5,829,440人次
- 電視和網路總收視人口：9,345,440人

### 頒獎段落
| 次序 | 收視率 | 收視人口 | 收視內容                                         |
| ---- | ------ | -------- | ------------------------------------------------ |
| 1    | 3.71   | 807,000  | 劉冠廷、王渝萱頒發「最佳劇情短片獎」             |
| 2    | 3.69   | 802,000  | 張孝全、陳昊森頒發「最佳剪輯獎」                 |
| 3    | 3.63   | 789,000  | 陳珊妮頒發「最佳原創電影音樂獎」                 |
| 4    | 3.62   | 786,000  | 周興哲、吳易緯榮獲「最佳原創電影歌曲獎」並致感言 |
| 5    | 3.59   | 779,000  | 李念修榮獲「最佳劇情短片獎」並致感言             |

### 表演段落
| 次序 | 收視率 | 收視人口 | 收視內容              |
| ---- | ------ | -------- | --------------------- |
| 1    | 3.6    | 783,000  | 李玖哲「In Memoriam」 |

### 星光大道段落
| 次序 | 收視率 | 收視人口 | 收視內容           |
| ---- | ------ | -------- | ------------------ |
| 1    | 2.16   | 496,000  | 黑木瞳走紅毯和受訪 |

## 外部連結
- 第59屆金馬獎名單 （页面存档备份，存于）
- 華文影史庫：第 59 屆 (2022)金馬獎簡介 （页面存档备份，存于）
- YouTube上的金馬59 頒獎典禮 (完整全片段) ｜MyVideo獨家線上直播.MyVideo影音隨看.2022-11-19